# 芸土同盟
芸土同盟（げいとどうめい）は、安芸の毛利氏と土佐の長宗我部氏との間で結ばれた同盟。芸土入魂とも呼ばれる。

## 前史

### 毛利氏と長宗我部氏
天正4年（1576年）12月、阿波三好氏の当主・三好長治が織田信長の支援を受けた阿波守護・細川真之に敗れて自害すると、同年より室町幕府の将軍・足利義昭を庇護していた安芸の毛利輝元はこれに危機感を覚えた。そのため、毛利氏はこれに素早く対処して、輝元の叔父・小早川隆景が淡路の水軍を味方につけようとし、天正5年（1577年）1月には安宅神五郎や菅元重、船越景直など主な淡路水軍が毛利氏についた。
2月27日、阿波三好郡の国人・大西覚用と大西高森が隆景やその兄・吉川元春に対し、義昭の上洛に味方すると回答した。
閏7月27日、讃岐における毛利氏の拠点・元吉城に対し、長尾氏や羽床氏、香西氏、安富氏、三好安芸守からなる「讃岐惣国衆」が攻め寄せたが、毛利方によって撃退された（元吉合戦）。
8月1日、義昭は毛利氏と讃岐諸勢力との争いに関して、香川氏を讃岐に復帰させることや、輝元や元春、隆景に勝手に三好方と和睦しないように指示した。
9月23日、義昭は側近の真木島昭光と小林家孝を和睦交渉のために阿波に派遣し、11月に阿波三好方の長尾氏と羽床氏から人質を取ることで和睦した。讃岐での戦闘は、義昭にとっては上洛戦争の一環であり、毛利水軍も備前と讃岐の海峡で航路の安全を確保した。
だが、同年8月には土佐の長宗我部元親が平島公方の足利義助に阿波への出兵と所領安堵を伝え、阿波に介入する動きを示した。そして、11月17日には元親の弟・香宗我部親泰が阿波南部・海南郡の日和佐肥前守及び新次郎に対し、服属を認める起請文を送っており、長宗我部氏の阿波侵攻が本格化した。
加えて、天正5年（1577年）以降、長宗我部氏が伊予に侵攻すると、毛利氏と同盟していた伊予守護である河野氏との間に争いが生じた。河野氏が長宗我部氏への敵対姿勢を明確にしたため、毛利氏は対応を迫られ、天正7年（1579年）12月に東予の金子元宅に対し、双方の和睦を実現したいと述べている。この和睦の提案の結末を直接記す資料はないが、その後しばらく長宗我部氏と河野氏との争いが見られなくなることから、実現したと思わられる。毛利氏は当時、織田氏と激しい戦いを繰り返しており、長宗我部氏と全面衝突する余裕はなく、長宗我部氏と河野氏を和睦させることで争いを回避したと考えられる。
天正8年（1580年）11月、元親は秀吉に対し、緊縛する四国情勢を伝えた。その中では、讃岐の十河や羽床を攻めたことや、阿波南部の国人が離反したことなどを伝えているが、一方で阿波・讃岐を平定した後には秀吉の毛利攻めに参加する意向を示している。
天正9年（1581年）6月、信長は阿波と讃岐に対する新たな方針を示し、長宗我部氏ではなく、三好康長に両国を領有させようとした。元親としては、阿波三好氏と戦って得た阿波や讃岐の所領を失いかねない事態となった。
この頃、毛利氏も信長との戦いで劣勢となっていた。毛利氏と同盟していた荒木村重や別所長治、さらには石山本願寺も各個撃破され、毛利氏領国も信長の配下・羽柴秀吉の攻撃を受けていた。
なお、毛利氏と長宗我部氏の関係構築については諸説あり、天正5年の元吉合戦ののち、長宗我部氏の讃岐進出の過程において結ばれたとする説、永禄末から元亀元年にかけて伊予の諸勢力を通して連携関係に入ったとする説など、研究者の間でも見解が分かれている。

### 織田氏と長宗我部氏
当初、織田信長は土佐の長宗我部氏との関係を重視し、元親に「四国切り取り次第」を約束していた。また、信長は配下の明智光秀を介し、元親の嫡子・弥三郎に偏諱を与え、信親と名乗らせた。
だが、天正9年2月に元親が土佐国司・一条内政を追放すると、土佐一条氏を頂点とする大津御所体制が崩壊した。これを契機として、信長は元親に対する警戒を強め、対応を厳しくした。
追放された内政が伊予宇和郡を支配していた伊予西園寺氏を頼ると、5月に元親は久武親信に三間宇和郡の岡本城を攻めさせたが、西園寺方の土居清良の反撃にあい、親信をはじめ数百人が討ち死にした（岡本合戦）。
6月20日、信長は長宗我部氏に阿波三好氏との停戦令を出し、阿波を南北で折半するように命じたため、元親は土佐と阿波南半国のみの領有に制限されてしまった。さらに、信長は羽柴秀吉の配下である生駒氏らを派兵し、11月までに淡路から阿波半国、東讃岐に至るまでを実効支配した。またこの頃、信長は三好康長に阿波と讃岐の領有を認める朱印状を与えた。
これにより、元親は四国における領土のみならず、土佐一国の領有さえも信長に否定されかねない事態に陥った。信長は長宗我部氏の阿波・讃岐の領有を否定し、土佐一国にその影響力を封じようとした。
加えて、同年の冬（同年10月から12月の間）、「佞人」が信長に元親のことを讒言する者がおり、そのせいもあって両者は断交寸前に至ったが、近衛前久がとりなした、と（天正11年）2月22日付石谷光政・頼辰父子宛て文書（『石谷家文書』1号文書）に記されている。この佞人に関して、前久が実名を書かずに伏せているほど配慮していることから、羽柴秀吉や三好康長ではなく（秀吉の名は書中に「羽柴筑前守」として記されている）、高位の公家クラスであったとし、秀吉や康長と利害をともにした一条内基や西園寺実益であったと考えている。
一条内基は、土佐一条氏の本家・一条家の当主である。元親は一条内政を追放し、大津御所体制を崩壊させたが、この体制は内基が土佐に下向し、元親との交渉の末に実現したものであり、それを崩された内基が元親に対して憤り、信長に讒言した可能性がある。また、内基は近衛前久と公家衆の頂点の座を巡って争う関係にあり、前久に対抗する意図もあったと考えられる。
西園寺実益は、伊予西園寺氏の本家・西園寺家の当主である。伊予西園寺氏の当主・西園寺公広は本家当主である実益を通して上方の情報を把握し、信長に接近したと考えられている。実際、先の岡本合戦は「信長公御奉行衆」が把握し、「御上使」まで派遣されていたことが知られている。また、元親に追放された一条内政が頼った先が、伊予西園寺氏である点も示唆的である。
以上のことから、四国の公家大名らの本家当主らが、信長に讒言した可能性が高い。また、信長の長宗我部氏に対する方針が否定的なものになったのも、天正9年6月の停戦命令ではなく、同年の冬に行われた讒言によるものであった。

## 同盟の締結
天正10年（1582年）1月、明智光秀は信長の意向を伝えられた元親の無念を察し、石谷頼辰（元親の義理の兄にあたる）を土佐に派遣して信長の意向を伝え、元親を慰留した。光秀にとっても、秀吉派閥の躍進は望ましいものではなかったと考えられる。
またこの頃、毛利輝元に庇護されていた足利義昭より、元親に対する調略が行われるようになった。2月23日付で、義昭の側近・真木島昭光から土佐に逗留していた石谷光政（頼辰の父）に対して、元親に伊予の河野氏との和睦（予土和睦）を促し、自身の帰洛に尽力するように御内書が下されたことを記す書状が送られている。光政は義昭の兄・足利義輝に仕えた奉公衆でもあった。
この御内書は、河野氏の親戚筋にあたる輝元が長宗我部氏と河野氏との和解を目指し、義昭に申し入れ、義昭がその意を受けて発給したものである。義昭の狙いとしては、毛利氏と長宗我部氏の軍事同盟締結により、自らの帰洛を目指していた。同盟の実現は、毛利氏と長宗我部氏の伊予における争いの調停・領土確定を前提としており、予土和睦と芸土同盟は一体の関係にあった。この2月の時点で、芸土同盟締結に向けての動きがあったと見ることができる。
輝元が長宗我部氏との同盟を切り出した背景には、毛利氏は信長との対決に備え、軍勢を集めなければならなかった。そのため、輝元は長宗我部氏と対立していた河野氏や西園寺氏から軍勢を借りようとしたと考えられる。
3月1日、輝元は西園寺公広に使者・三熊忠兵衛を送り、信長との戦いで加勢してほしいと依頼した（『清良記』）。また、2月下旬にも河野氏の配下である大除城主・大野直正にも、輝元の使者・三熊忠太夫が送られ、同様の依頼がなされた（『大野系図』伊予史談会本）。この三熊忠兵衛と三熊忠太夫は同一人物であると考えられる。
西園寺公広は長宗我部氏と交戦中であること理由に、輝元の依頼を断ろうとした。だが、忠兵衛は輝元が元親に停戦するように働きかけるので、加勢してほしいと願った。そして、忠兵衛は土佐の元親のもとへ向かった。
元親は輝元の依頼を受けると、信長と義昭が不和であることや、信長が三好康長に阿波と讃岐の領国が宛がう朱印状を出したことを理由に前向きな姿勢を見せ、伊予勢が毛利氏に加勢した際の留守を狙わないことを約し、予土和睦が成立した。同時に、毛利氏と長宗我部氏との間で、芸土同盟も成立した。
元親が輝元との同盟に応じた背景には、土佐一条氏や伊予西園寺氏、及びそれらの京都における本家による包囲網に直面したことや、淡路から阿波北部にかけて信長が侵攻したことにあった。また、元親の周辺では、石谷氏や蜷川氏といった幕府衆が重用されていたこともあって、元親が事態打開のために即応したと考えられる。また、輝元の要請を受けた義昭が石谷父子に働きかけたことも、同盟の成立に寄与したと考えられる。
輝元としては、差し迫った信長の攻撃や政治的圧力に対抗するため、自ら元親に同盟を呼びかけねばならず、それまでの毛利氏と長宗我部氏の対立関係も解消しなければいけないほど追い詰められていた。実際、同年3月には輝元と甲芸同盟を結んでいた甲斐の武田勝頼が、織田方の侵攻により滅ぼされており、輝元は信長による西国攻めを意識しなければならなかった。

## その後
天正10年（1582年）4月、羽柴秀吉が備中に侵攻し、同月に毛利氏の配下・清水宗治が籠もる備中高松城を攻撃して、5月には水攻めを行った（備中高松城の戦い）。他方、輝元は水攻めの急報を受け、元春・隆景らと共に総勢5万の軍勢を率いて高松城の救援に向かい、秀吉と対峙した。
5月7日、信長は四国国分案を出し、讃岐を三男の信孝に、阿波を三好康長に与え、土佐と伊予は自身が淡路に赴いた際に決めるとした。この国分案には、元親や十河存保、毛利方で伊予北部を支配する河野通直は入っておらず、信長は元親の阿波や讃岐における権益を認めていなかった。そして、信孝に四国攻めの出兵準備をさせた。
5月17日、信長は秀吉の使者より、毛利氏が出陣してきたことを知らされると、自ら出陣して輝元ら毛利氏を討ち、九州までも平定するという意向を秀吉に伝えた。信長は自身の出陣に先んじて、明智光秀に秀吉の援軍に向かうよう命じた。信長は四国を平定し、毛利輝元を滅ぼせば、大友義鎮といった九州の諸大名も服属すると考えていた。
5月21日、元親が明智光秀の家臣・斎藤利三に送った書状では、元親は阿波の大西城と海部城以外から撤兵し、信長の四国国分案を受け入れる意向を示していた。他方、同日に義昭の側近・真木島昭光が元親のもとにいた石谷光政に対し、輝元の仲介による長宗我部氏と河野氏の和睦を指示しており、義昭の帰京に尽力するよう書状を送っている。また、元親は利三に書状を送る3日前、織田方に渡すはずの讃岐において家臣に土地を与えており、元親が信長の四国国分案にどこまで本気だったかは疑問が残る。このことから、元親は義昭や輝元とも通じ、和戦両様の構えを取っていたようである。
6月2日、信長が本能寺において、明智光秀に襲撃されたことにより、自害し果てた（本能寺の変）。秀吉は信長の死を知ると、その死を秘して毛利氏と講和し、すぐさま撤退した。
6月9日、信長の死を知った義昭は隆景に対し、帰京するために備前・播磨に出兵するように命じたが、輝元ら毛利氏は講和を遵守して動かなかった。毛利氏は上方の情報収集は行ったが、領国の動揺を鎮めることで精いっぱいであり、進攻する余裕はなかった。
6月17日、元親の弟で外交を担当していた香宗我部親泰に宛て、義昭の御内書と真木島昭光の副状が出された。その中で、義昭は親泰に自身の帰洛に忠誠を尽くすこと、元親がすでに同意しているということを記している。そして、輝元と相談し、上洛に向けての出陣を要請した。
義昭の目論見としては、毛利氏と長宗我部氏が協力し、自身の上洛戦を支えることになっていた。だが、毛利氏と長宗我部氏はともに長期にわたる戦争で疲弊しており、義昭の上洛戦を支援する余裕はなく、芸土同盟はあくまで攻守同盟に過ぎなかった。そのため、義昭の思惑とは決定的にずれが生じており、本能寺の変の後に義昭が彼らに帰洛の支援を求めても、これに応じることはなかった。
その後、天正10年末から天正11年にかけて、織田政権内で羽柴秀吉と柴田勝家の争いが本格化すると、元親は遅くとも天正11年5月までに、織田信孝を擁する勝家と手を結んだ。この時期、伊予方面では、休戦状態にあった長宗我部氏と河野氏の対立が再燃し、河野氏が喜多郡に軍勢を出す事態にまで発展しており、長宗我部氏は河野氏との県警悪化によって、河野氏と姻戚関係にあった毛利氏との関係まで悪化しかねない事態に陥った。
そのようななか、天正11年2月から3月にかけて、義昭は元親に使者を派遣し、輝元が土佐と伊予の和睦を願っていることや、輝元や勝家と連携して自身が帰京できるように馳走することを命じた。これは、勝家が元親のみならず、義昭とも連携を取って、東西から秀吉を包囲しようとしていたと考えられる。だが、5月や7月にも義昭や小早川隆景から再度和睦を促す使者が派遣されていることから、元親は義昭が要請してきた河野氏との和睦に応じなかったようであり、その背景には河野氏との間で和睦条件が合わなかったと見られている。
天正11年4月24日、賤ヶ岳の戦いで秀吉に敗れた勝家が自害し、5月2日に勝家が擁していた信孝も自害すると、元親は同盟者を失い、秀吉の脅威にさらされるようになった。そのため、元親は義昭の上洛に協力すると返事し、義昭に協力することで輝元との結びつきを強化しようとした。だが、元親は伊予方面では妥協せず、7月に入っても河野氏との和睦交渉は停滞した。
同年12月、元親は秀吉と和睦交渉を行い、元親が阿波と讃岐を放棄する代わりに伊予を与えてほしいと要求したのに対し、秀吉は伊予を輝元に渡すと返答し、和睦交渉を蹴った。この時期、秀吉は輝元ら毛利氏との国分交渉が難航しており、もし元親に伊予を与えれば、毛利氏とのさらなる関係悪化につながるため、無理に和睦しようとしなかったと考えられる。なお、同年末に元親の次男・香川元景が金子元宅と交わした書状では、河野氏の動向を注視するとともに、長宗我部氏と毛利氏の関係が親密であること（芸土入魂）であることが記されている。
天正12年（1584年）1月、元親は金子元宅に対し、秀吉が阿波・讃岐を攻めるために毛利氏に対して出兵を催促していることや、輝元と親密な関係（入魂）が維持されているが、今の情勢ではどうなるかわからないとし、東予において元宅を特に頼りにしていると連絡している。伊予では、長宗我部氏と河野氏の関係が悪化し、義昭が和睦を仲介する状況であり、元親は義昭への支援を表明することで毛利氏との関係を強化しようとしていた。だが、元親が秀吉と交渉して伊予を手に入れようとしているという情報は毛利側に入っており、長宗我部氏と毛利氏との関係はいつ崩れてもおかしくない状況であったものの、この時点ではまだ関係が維持されていた。
3月、秀吉と織田信雄、および徳川家康との関係が決裂し、尾張において小牧・長久手の戦いが勃発した。同月、信雄は長宗我部氏に連携を持ち掛け、元親に淡路への出兵による後方錯乱を依頼し、輝元との仲介も依頼した。元親は秀吉との和睦交渉に失敗し、輝元との関係も微妙になっていたことから、現状の打破のために同盟を受け入れた。
長宗我部氏の動向は秀吉の背後を脅かす効果があったが、信雄や家康が望んでいた淡路への派兵は、淡路水軍の菅達長が洲本城を一時占拠しただけで、実現には至らなかった。その理由としては、元親は信雄や家康と密接に連携が取りづらかったことに加え、淡路渡海の拠点となる阿波の土佐泊城の攻略に手間取ったことや、さらには後述する毛利氏との軍事衝突も挙げられる。結局、元親は参戦できぬまま、11月に秀吉と家康・信雄との間で和睦が結ばれた
6月、輝元は河野氏が求めてきた伊予の喜多郡への出兵を受諾したが、本格的な派兵にはなかなか至らなかった。これは、毛利氏が河野氏を支援し、長宗我部側の国人を攻撃すれば、長宗我部氏との関係が破綻すると懸念したと考えられる。
9月11日、長宗我部勢が宇和郡の深田城を攻撃し、南予攻略を本格化させた。そして、10月には西園寺氏の本拠・黒瀬城を、11月には喜多郡延尾などを次々に攻略し、長宗我部氏は南予に勢力を拡大した。これに対し、毛利氏も河野氏に援軍を派遣し、長宗我部氏と交戦状態に入り、これによって芸土同盟は完全に破綻した。
元親が輝元との同盟を破棄した背景には、伊予喜多郡の長宗我部側の国人の存在があった。河野氏の圧迫を受けた長宗我部側の国人は元親に助力を求め、元親も他国の国人勢力を味方にして領土を拡大してきた背景から支援せざるを得なかった。他方、河野氏も長宗我部氏と直接争いたかったわけではなく、その軍事行動は以前から対立していた喜多郡への国人へのものであったが、結果として喜多郡を巡る争いが長宗我部氏と毛利氏の争いに繋がった。
輝元が元親と断交した背景には、河野氏との関係のみならず、秀吉から中国地方における毛利氏の領土の割譲を求められており、その領土割譲を受諾する代償として、秀吉に協力して長宗我部氏の領土を獲得する方針に転換したことがあげられる。また、輝元は伊予への出兵を契機として、秀吉との和睦を進めるようになった。この頃、秀吉と家康・信雄との間で和睦が進められており、輝元は秀吉が東海から引き上げて西国へと転向し、毛利氏領国へ侵攻することを恐れるようになっていた。
天正13年（1585年）1月、輝元は秀吉との国境画定に応じて、中国国分を行い、秀吉と和睦した（京芸和睦）。このとき、輝元は秀吉から土佐と伊予の領有を認めると約束されていたが、のちに伊予のみの領有とされた。輝元としては、秀吉との国境策定によって、毛利氏配下の備中・美作の国人らが所領を失っており、彼らの給地のためにも新たな領土を手に入れる必要があった。
6月、羽柴秀吉が四国攻めを行うと、輝元もこれに協力して、伊予に侵攻した。その結果、長宗我部氏はほぼ四国を統一していたにもかかわらず、その支配を土佐一国に限定させられた。また、河野氏は伊予から除封され、輝元の叔父・小早川隆景に伊予一国が与えられた。